# Карликовая галактика в Насосе
Карликовая галактика в Насосе (англ. Antlia Dwarf) — карликовая сфероидальная галактика (или неправильная галактика). Находится на расстоянии около 1,3 Мпк (4,3 млн световых лет) от Солнца в созвездии Насоса. Является четвёртой и наиболее слабой по яркости галактикой в группе Насоса. Галактика содержит звёзды всех возрастов, обладает значительным содержанием газа и недавно находилась на стадии звездообразования. Считается, что карликовая галактика в Насосе находится в приливном взаимодействии с маленькой спиральной галактикой с баром NGC 3109.

## Открытие
Карликовую галактику в Насосе в 1985 году включили в каталог Х. Корвин, Ж. де Вокулёр и А де Вокулёр. Позднее в 1985 и 1987 годах двумя группами астрономов было высказано предположение о том, что объект является близкой карликовой галактикой. Окончательно галактику отнесли к типу карликовых галактик в 1997 году Алан Уайтинг, Майк Ирвин и Джордж Хоу в рамках обзора северного неба. Учёные впервые разрешили галактику на отдельные звёзды и определили расстояние до неё — 1,15 Мпк (современная оценка немного больше).
В 1999 году Сидни ван ден Берг классифицировал карликовую галактику в Насосе как четвёртый представитель группы галактик в Насосе, ближайшей группе галактик по отношению к Местной группе.

## Свойства
Карликовую галактику в Насосе также относят к карликовым эллиптическим галактикам типа dE3.5 или же к карликовым сфероидальным галактикам (dSph), а иногда к переходному типу между сфероидальными и неправильными галактиками (dSph/Irr). Последний вариант классификации возник вследствие протекающего в последние 0,1 млрд лет звездообразования.
Карликовая галактика в Насосе состоит из двух компонентов: ядра и старого гало. Эффективный радиус составляет около 0,25 кпк. Металличность очень низкая, порядка <[Fe/H]>=−1,6 до −1,9, то есть галактика в среднем содержит в 40–80 раз меньше тяжёлых элементов, чем Солнце. В галактике наблюдается хорошо очерченная ветвь красных гигантов, благодаря которой можно надёжно определять расстояние до галактики. Полная светимость галактики приблизительно в миллион раз превышает светимость Солнца (абсолютная звёздная величина в видимом диапазоне MV=−10.3).
Масса звёздной компоненты карликовой галактики в Насосе по оценкам составляет 2–4×106 масс Солнца, а полная масса (в пределах наблюдаемого радиуса) составляет 4×107 масс Солнца. Галактика содержит звёзды всех возрастов, но большинство звёзд старые, с возрастом более 10 млрд лет. Вероятно, около 100 млн лет назад в галактике происходила вспышка звездообразования. Однако, молодые звёзды в основном располагаются в ядре галактики.
Карликовая галактика в Насосе необычна среди других карликовых сфероидальных галактик тем, что она содержит большое количество (около 7 ×105 масс Солнца) нейтрального атомарного водорода. Однако, она не обладает крупными областями H II и не проявляет признаков активного звездообразования в настоящий момент.

## Расположение и взаимодействие
Карликовая галактика в Насосе расположена на расстоянии 1,31 Мпк от Солнца в созвездии Насоса. Расстояние до барицентра Местной группы составляет 1,7 Мпк. При таком расстоянии галактика находится за пределами Местной группы и входит в состав отдельной группы карликовых галактик, называемой группой галактик Насоса. Галактика отделена от маленькой спиральной/неправильной галактики NGC 3109 на небе Земли всего лишь угловым расстоянием 1,18 градуса, что соответствует линейному расстоянию от 29 до 180 кпк в зависимости от расстояния вдоль луча зрения.
Карликовая галактика в Насосе и NGC 3109 могут быть физически связанными, если расстояние между ними окажется не слишком большим. Однако их скорости относительно друг друга составляют 43 км/с, что ставит под сомнение возможность принадлежности галактик тесной системе, особенно если расстояние между ними близко к верхней оценке 180 кпк. Если же галактики гравитационно связаны, то их полная масса может достигать 78 миллионов масс Солнца.
Наблюдения показывают, что NGC 3109 обладает изгибом газового диска, движущимся со скоростью движения газа в карликовой галактике в Насосе; это свидетельствует о тесном сближении галактик, произошедшем около миллиарда лет назад.